# Black Beck (Warnscale Beck)
Der Black Beck ist ein Fluss im Lake District, Cumbria, England. Der Black Beck entsteht als Abfluss des Blackbeck Tarn an der Nordwest Flanke des Grey Knotts.
Der Black Beck fließt in nördlicher Richtung und mündet am Fuß des Haystacks im Süden und des Fleetwith Pike im Norden in den Warnscale Beck, der ein Zufluss des Buttermere Sees ist.